# USPジャパン
株式会社USPジャパン（英：USP Japan Inc.）は、東京都千代田区に本社を置くコンサルティング企業。

## 概要
2012年に伊勢丹(現三越伊勢丹)出身、一般社団法人ジャパンショッピングツーリズム協会代表理事の新津研一によって設立。
インバウンドのショッピングツーリズム（買物を通じた観光）と地域資源の観光活用のコンサルティングを主な領域とする。

### 事業内容
- サステナビリティ事業
- 地域振興事業
- 価値創造事業
- セミナー・講演

### ビジョン
Unique & Inclusion
自由と創造の力で、暮らしと社会をしあわせに

## 事業実績
- 東京都政策企画局

Nature Tokyo Experience
TOKYOガストロノミーツーリズム
- 東京江戸ウィーク2018　特別協力[6]

- 串本町　観光・地域活性化事業[7]

- 公益社団法人　東京観光財団
- 東京都観光まちづくりアドバイザー[8]

## 寄稿
- 週刊トラベルジャーナル　2016年1/25号

「ショッピングツーリズムABC　市場の5つの特殊性」
- 週刊トラベルジャーナル　2018年1月15日号

「訪日消費額」
- SC　JAPAN　TODAY　2020年4月号（527）

「商業施設における国際スポーツイベントの日本開催時の課題」

## 講演
- 日本経済新聞社主催

インバウンドビジネス総合展2017

「オールジャパンで戦う意義～ショッピングツーリズムの最前線から～」
- 日本経済新聞社主催

メディアビジネス広告コミュニケーションユニット店舗力向上支援プロジェクト

流通システム標準普及推進協議会　2016年度通常総会

「訪日外国人市場15兆円時代 私たちが今すべきこと」
- 東京都・日本経済新聞社共催

NIKKEI FORUM & TOKYO

「ショッピング目線で活性化するまちづくり」
- 東洋大学　国際観光学部　主催

東京都・東洋大学連携による観光経営人材育成事業

「自然資源の観光振興への活用方法」
- 立教大学観光研究所　主催

ホスピタリティ・マネジメント講座

「ショッピングツーリズムとは」（2016年)(2020年)
- 立教大学主催

第67回統計セミナー 変容する消費の実態

「インバウンド消費・電子決済等から探る」
- 近畿経済産業局主催

2021年度知財ビジネスマッチング事業

和歌山県の地域振興・観光促進を目指す社会課題解決セミナー

「本州最南端から、ロケットで世界最先端のまちへ。和歌山県串本町の課題解決」
- 仙台商工会議所主催

仙台商工会議所全部会合同〜訪日外国人受入促進に向けた講演会〜

「にぎわい創出のカギは“外国人”」
- 一般社団法人　日本ショッピングセンター協会主催

第13回SC秋晴れトップフォーラム

「ショッピングツーリズムが拓く新たな小売マーケット」
- 一般社団法人　日本ショッピングセンター協会主催

インバウンド対策セミナーin大阪

「ＳＣのインバウンド対応に求められること」
- カシオ計算機株式会社主催

「今からでも間に合う、訪日ゲストに対する準備と心構え」

## 登壇
- 東京商工会議所・ジャパンショッピングツーリズム協会共催

「SDGs推進企業に聞く、いま私たちが取り組めること～SDGs のストーリーと実践」

ファシリテーター
- 全国商工会議所　主催

観光振興大会2022 inえひめ松山

パネルディスカッション　「DX活用による観光と地域産業の活性化　」

パネリスト
- もしもしにっぽんシンポジウム

世界が見るにっぽん、世界が訪れるにっぽん

「観光立国日本への課題は山積み！トップリーダーによる提言」

モデレーター

## 所属団体
- ジャパンショッピングツーリズム協会（JSTO）[1][2]
- 日本百貨店協会
- 東京観光財団
- 東京商工会議所
- 地方創生SDGs官民連携プラットフォーム

## 沿革
- 2012年
  - 5月	株式会社USPジャパン設立。[1][2]
  - 10月	福岡オフィスを開設。福岡におけるファッションPR事業を開始。[27]
- 2013年9月	提起したショッピングツーリズム振興団体として、一般社団法人ジャパンショッピングツーリズム協会を設立。併せて同社団の事務局運営を受託。[1][2]
- 2015年8月	関連会社、Reflections General Office株式会社を設立。[27]